# Perdita pachygnatha
Perdita pachygnatha är en biart som beskrevs av Timberlake 1977. Perdita pachygnatha ingår i släktet Perdita och familjen grävbin. Inga underarter finns listade i Catalogue of Life.